# Guissény
Guissény är en kommun i departementet Finistère i regionen Bretagne i västra Frankrike. Kommunen ligger i kantonen Lannilis som tillhör arrondissementet Brest. År 2022 hade Guissény 1 974 invånare.

## Befolkningsutveckling
Antalet invånare i kommunen Guissény
Referens:INSEE